# Kaliumdihydrogenarsenat
Kaliumdihydrogenarsenat ist eine anorganische chemische Verbindung des Kaliums aus der Gruppe der Arsenate.

## Gewinnung und Darstellung
Kaliumdihydrogenarsenat kann durch Reaktion von Kaliumcarbonat mit Arsen(V)-oxid gewonnen werden.
{\displaystyle {\ce {K2CO3 + As2O5 + 2H2O -> 2KH2AsO4 + CO2 ^}}}

## Eigenschaften
Kaliumdihydrogenarsenat ist farbloser Feststoff, der leicht löslich in Wasser ist. Er besitzt eine tetragonale Kristallstruktur mit der Raumgruppe I42d (Raumgruppen-Nr. 122).
Bei der Dehydration von Kaliumdihydrogenarsenat bei etwa 400 °C entsteht Kaliummetaarsenat KAsO3.

## Verwendung
Kaliumdihydrogenarsenat kann als Referenzmaterial bei der Analyse biologischer Materialien auf das Vorhandensein von Arsenat und als Stoffwechselinhibitor und Toxizitätsmittel eingesetzt werden. Es wird auch zur Herstellung von Fliegenpapier und als Insektizid eingesetzt.